# Obi (indumentaria)

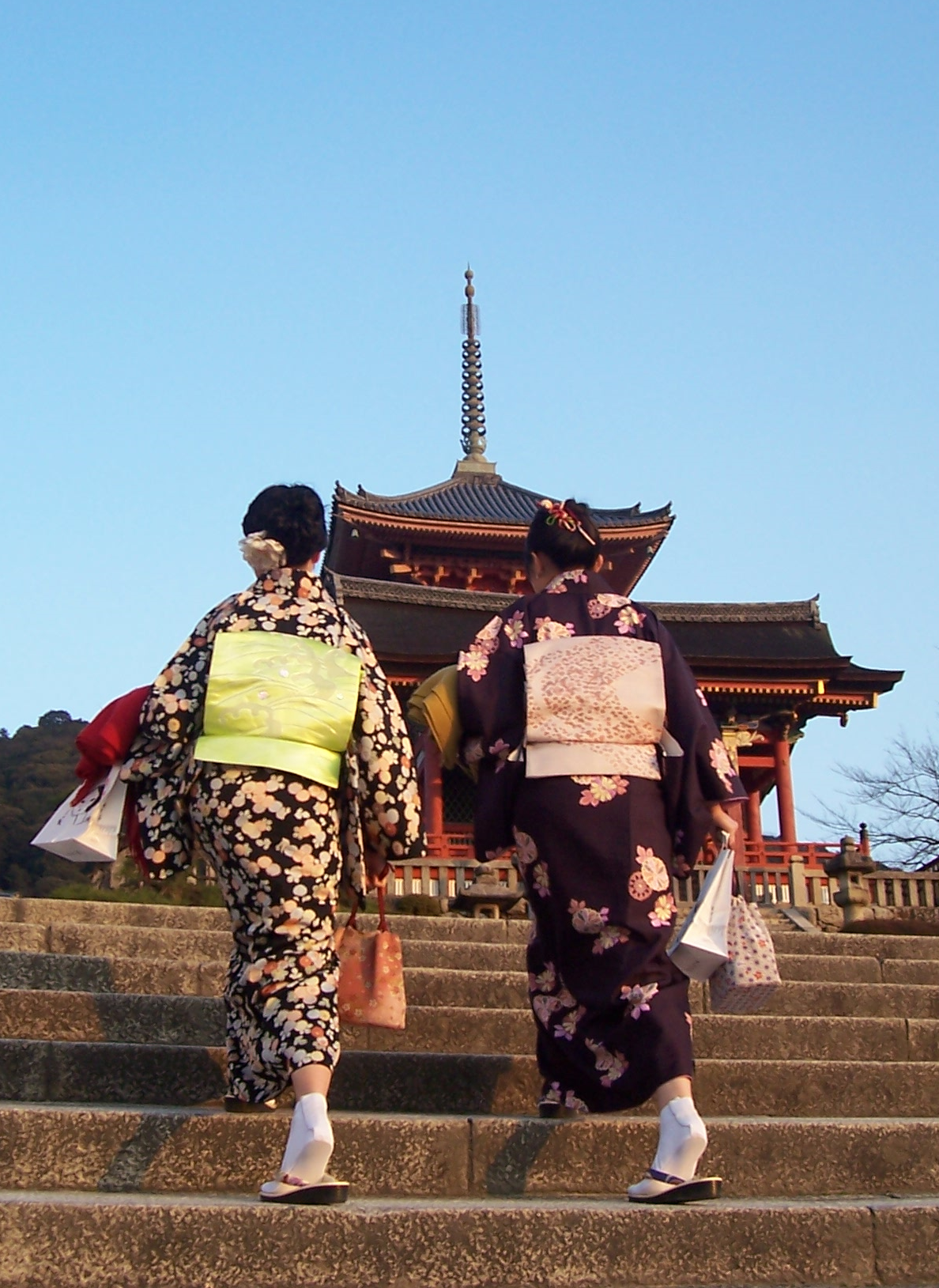
Dos jóvenes con vestimenta tradicional japonesa suben las escaleras del templo Kiyomizu. El obi usado es el taiko musubi.

El obi (帯?) es una faja ancha de tela fuerte que se lleva sobre el kimono; se ata a la espalda de distintas formas. Existen muchos tipos de obi y formas de atarlos, cada una se usa para ocasiones distintas, las más representativos son:
1. Maru-obi: es la manera más formal de usarlo, para ocasiones formales es indispensable su uso. Lleva diseños por ambos lados. Este tipo de obi hoy en día es muy difícil de verlos por el gran costo que tienen.
2. Fukuro-obi: es el obi que esta un nivel más abajo de formalidad que el maru obi, este puede ser usado en ocasiones formales, como en ocasiones semi-formales. Este tipo de obi tiene diseño tan sólo en una cara.
3. Nagoya-obi: este es un tipo de obi bastante moderno (se empezó a usar desde 1916 aproximadamente). Es el preferido por la gente, por ser más liviano. Tiene un corte bastante especial, lo que lo hace incluso más fresco.
4. hanhaba-obi: es un obi que mide 3,30/3,60 de largo y 15cm de ancho por lo que es el más fácil de poner y lo suelen usar con el yukata y por ser tan fácil de usar lo suelen usar los niños (as).

Ciertos obi se fijan mediante un cordel fabricado por trenzado utilizando la técnica denominada kumihimo.
- Datos: Q825501
- Multimedia: Obi / Q825501